# Villasarracino
Villasarracino é um município da Espanha na província de Palência, comunidade autónoma de Castela e Leão, de área 20,73 km² com população de 225 habitantes (2004) e densidade populacional de 10,85 hab/km².

## Demografia
| Variação demográfica do município entre 1991 e 2004 | Variação demográfica do município entre 1991 e 2004 | Variação demográfica do município entre 1991 e 2004 | Variação demográfica do município entre 1991 e 2004 |
| --------------------------------------------------- | --------------------------------------------------- | --------------------------------------------------- | --------------------------------------------------- |
| 1991                                                | 1996                                                | 2001                                                | 2004                                                |
| 378                                                 | 308                                                 | 246                                                 | 225                                                 |